# Berlin-Warszawa-Express
| |                               |                             |                             |
| Kursbuchstrecke (DB): | 201 (Berlin–Frankfurt (Oder)) |                             |                             |
| Streckenlänge: | 575 km                        |                             |                             |
| Streckengeschwindigkeit: | 160 km/h                      |                             |                             |
| |                               |                             |                             |
| Zuglauf |                               |                             |                             |
| \| \| 0 \| Berlin Hbf \| Berlin Hbf \| \| \| 5 \| Berlin Ostbf \| Berlin Ostbf \| \| \| 85 \| Frankfurt (Oder) \| Frankfurt (Oder) \| \| \| \| Frankfurt (Oder) Grenze \| \| \| \| \| Verwaltungswechsel DB / PKP \| \| \| \| 108 \| Rzepin \| Rzepin \| \| \| 161 \| Świebodzin \| Świebodzin \| \| \| 183 \| Zbąszynek \| Zbąszynek \| \| \| 264 \| Poznań Główny \| Poznań Główny \| \| \| 364 \| Konin \| Konin \| \| \| 443 \| Kutno \| Kutno \| \| \| 566 \| Warszawa Zachodnia \| Warszawa Zachodnia \| \| \| 570 \| Warszawa Centralna \| Warszawa Centralna \| \| \| 575 \| Warszawa Wschodnia \| Warszawa Wschodnia \| |                               |                             |                             |
| Kopfbahnhof Streckenanfang | 0                             | Berlin Hbf                  | Berlin Hbf                  |
| Bahnhof | 5                             | Berlin Ostbf                | Berlin Ostbf                |
| Bahnhof | 85                            | Frankfurt (Oder)            | Frankfurt (Oder)            |
| Dienststation / Betriebs- oder Güterbahnhof |                               | Frankfurt (Oder) Grenze     | Frankfurt (Oder) Grenze     |
| Grenze |                               | Verwaltungswechsel DB / PKP | Verwaltungswechsel DB / PKP |
| Bahnhof | 108                           | Rzepin                      | Rzepin                      |
| Bahnhof | 161                           | Świebodzin                  | Świebodzin                  |
| Bahnhof | 183                           | Zbąszynek                   | Zbąszynek                   |
| Bahnhof | 264                           | Poznań Główny               | Poznań Główny               |
| Bahnhof | 364                           | Konin                       | Konin                       |
| Bahnhof | 443                           | Kutno                       | Kutno                       |
| Bahnhof | 566                           | Warszawa Zachodnia          | Warszawa Zachodnia          |
| Bahnhof | 570                           | Warszawa Centralna          | Warszawa Centralna          |
| Kopfbahnhof Streckenende | 575                           | Warszawa Wschodnia          | Warszawa Wschodnia          |

Berlin-Warszawa-Express (BWE) ist der Name einer internationalen Gemeinschaftszugverbindung der PKP Intercity und der DB Fernverkehr. Beide Gesellschaften führen ihn in der Zuggattung EuroCity mit den Zugnummern 40 bis 49 sowie 246 bis 249. Zurzeit verkehren auf der Strecke von Berlin über Frankfurt (Oder) nach Warschau Montag bis Freitag je sechs Zugpaare sowie Samstag und Sonntag je fünf Zugpaare.

## Geschichte

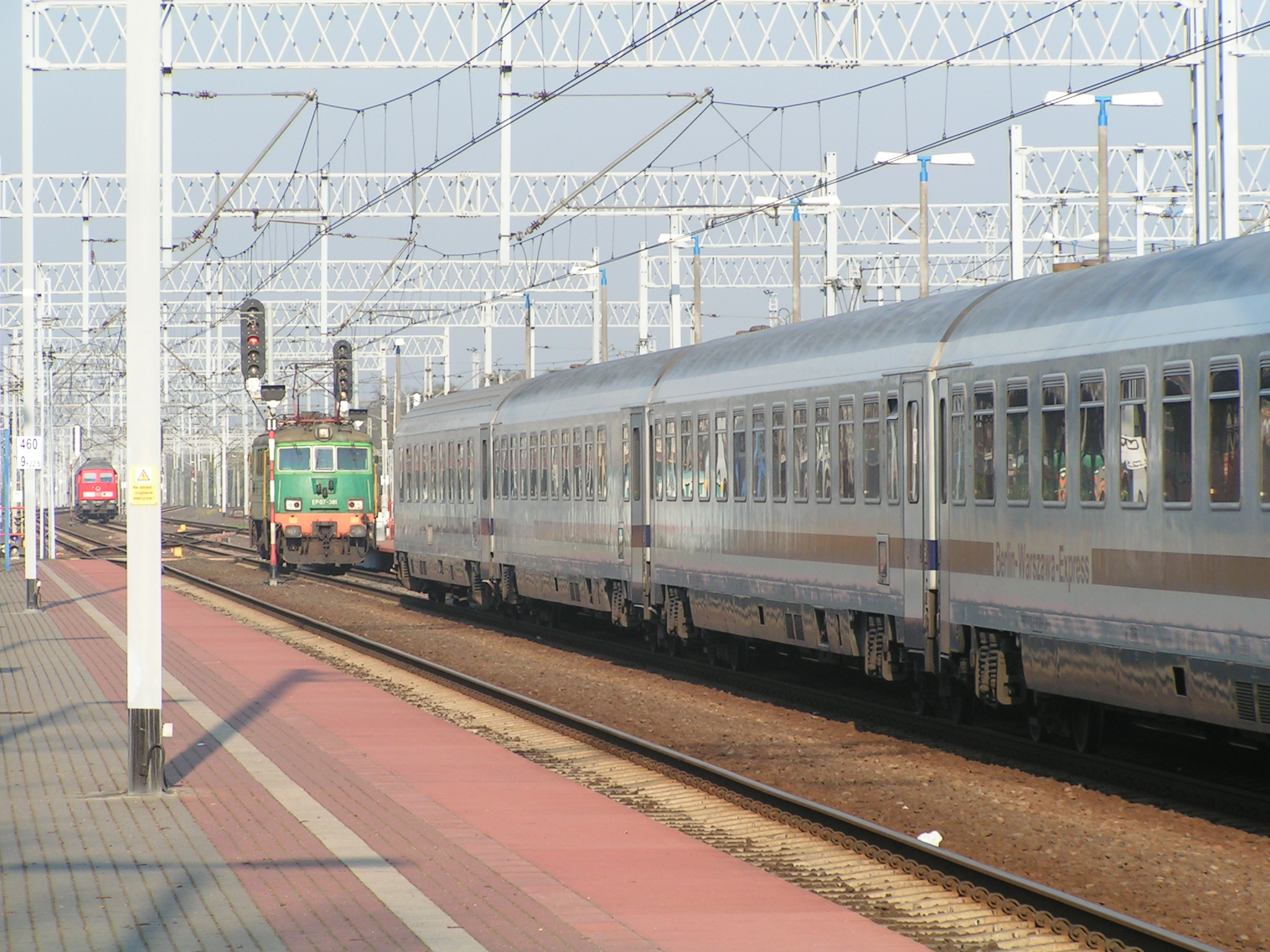
Die Lokwechsel in Rzepin gehören der Vergangenheit an

Der Markenbegriff „Berlin-Warszawa-Express“ wurde im Frühjahr 2002 eingeführt, davor trugen die auf dieser Strecke verkehrenden Eurocity-Züge individuelle Zugnamen, die fortan nicht mehr verwendet wurden. Insgesamt wurden vier Zugpaare unter dem neuen Markennamen zusammengefasst, darunter auch das Zugpaar EC 48/49, welches zwar auf seinem Laufweg, der in Posen endete, nicht die polnische Hauptstadt erreichte, jedoch mit den anderen drei Zugpaaren durch einen gemeinsamen Umlauf verbunden war.
Zu den Fahrplanwechseln im Dezember 2002 und im Dezember 2003 gab es beim BWE nur geringfügige Änderungen im Minutenbereich. Im Dezember 2004 entfiel das Tagesrand-Zugpaar EC 48/49 zwischen Berlin und Posen, jedoch wurde es zum Fahrplanwechsel im Dezember 2007 wieder eingeführt. Seit 2006 enden und beginnen die Züge in Berlin nicht mehr im Bahnhof Berlin Zoologischer Garten, sondern im Hauptbahnhof.
Zum Fahrplanwechsel im Dezember 2010 wurde die Zahl der täglichen Züge von sechs auf acht erhöht. Durch den Einsatz von Mehrsystemlokomotiven vom Typ ES64U4 „Husarz“ entfiel der Lokwechsel an der Grenze, was die Fahrzeit um zehn Minuten verkürzte.
Die Fahrtzeit für die Gesamtstrecke betrug zunächst 5 Stunden und 44 Minuten, seit dem Fahrplanwechsel im Dezember 2011 nur noch 5 Stunden und 24 Minuten. Grenztarifpunkt ist Frankfurt (Oder) Grenze zwischen den Bahnhöfen Frankfurt (Oder) Oderbrücke und Słubice.
Von Juli 2017 bis Sommer 2019 verlängerte sich die Fahrzeit durch Bauarbeiten zwischen Posen und Warschau um etwa eine Stunde. Die Züge wurden während der Bauarbeiten über Gnesen/Gniezno  umgeleitet.

## Fahrzeugmaterial

### Heutiges Fahrzeugmaterial

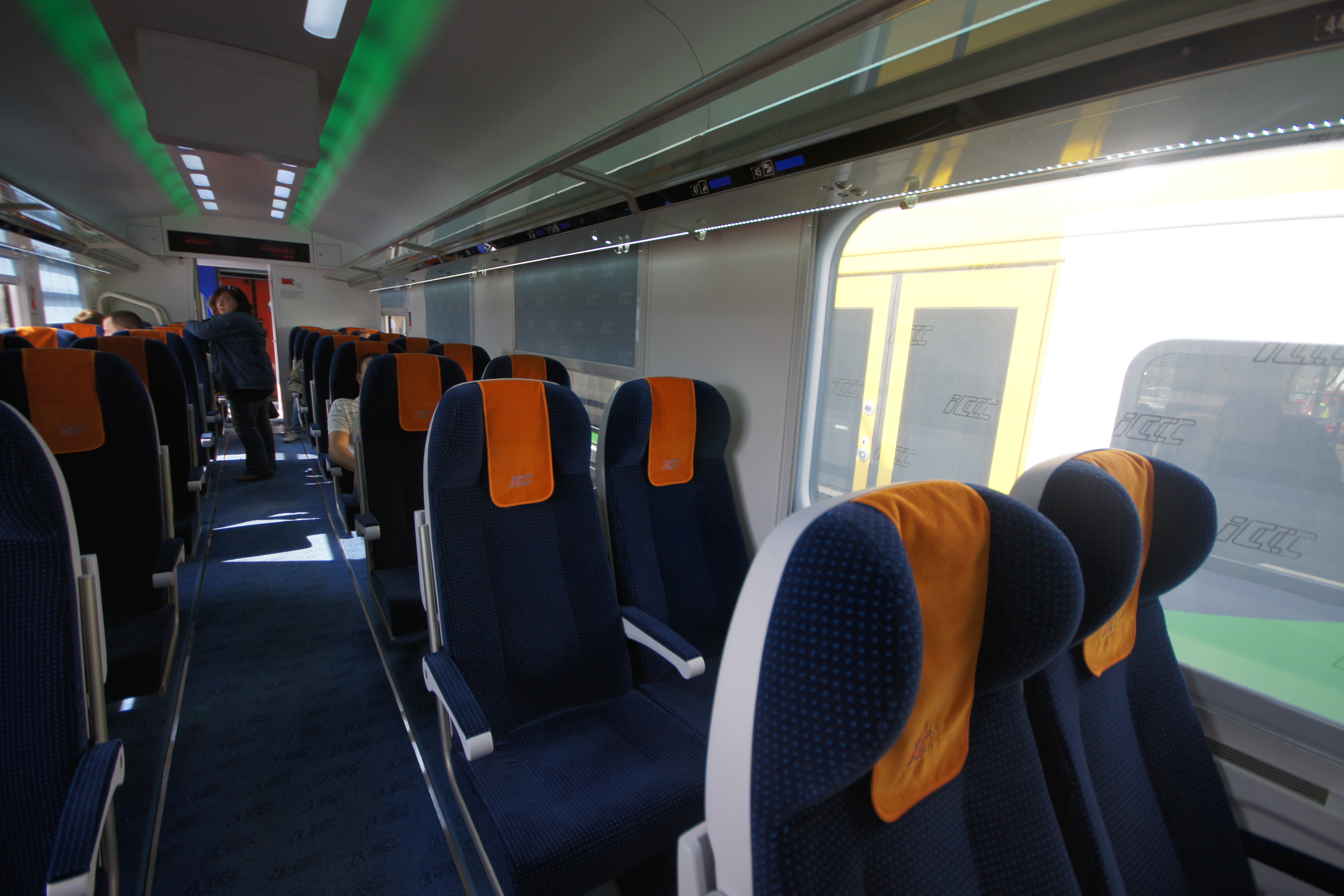
Großraumwagen der 2. Klasse, wie er im Berlin-Warszawa-Express zum Einsatz kommt

Beim Berlin-Warszawa-Express kommen ausschließlich Wagen der PKP Intercity zum Einsatz. Jeder Zug besteht aus insgesamt sechs Reisezugwagen:
- Wagen 267: 2. Klasse, PKP-Großraumwagen, teilweise mit acht Stellplätzen zur Fahrradmitnahme (Gattung B9mnopuz oder B9mnopuvz)
- Wagen 268: 2. Klasse, PKP-Abteilwagen mit behindertengerechtem Abteil (B10bmnouz)
- Wagen 269: 2. Klasse, PKP-Abteilwagen (Gattung B11mnouz)
- Wagen 270: 2. Klasse, PKP-Abteilwagen (Gattung B11mnouz)
- Wagen 271: PKP-Speisewagen (WRmnouz)
- Wagen 272: 1. Klasse, PKP-Abteilwagen (Gattung A9mnouz) oder PKP-Großraumwagen (Gattung A9mnopuz)

### Früheres Fahrzeugmaterial

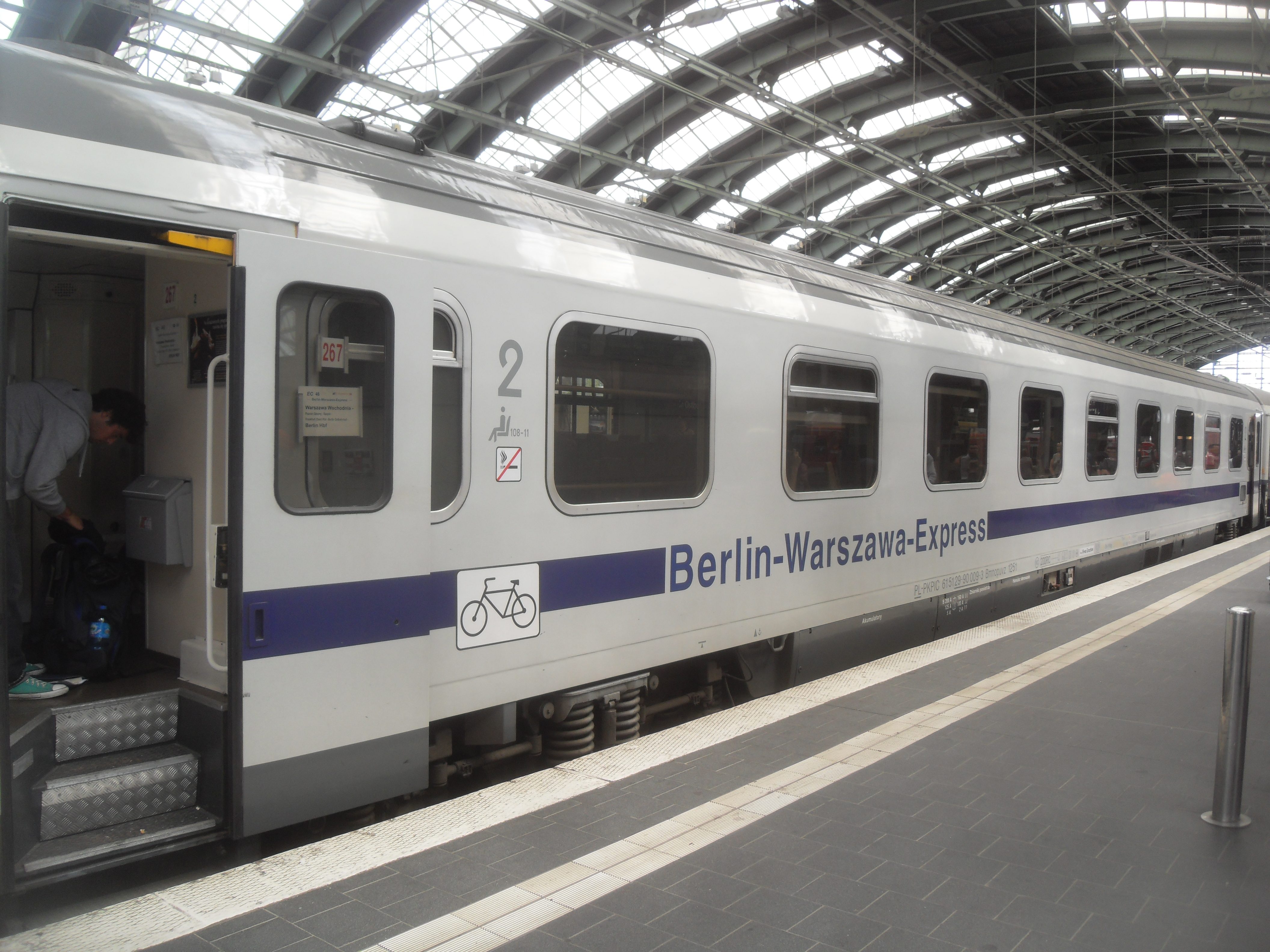
Wagen 2. Klasse in der früheren Lackierung des Berlin-Warszawa-Expresses

Bis etwa zum Jahr 2016 wurden im Berlin-Warszawa-Express Fernverkehrs-Reisezugwagen der beiden beteiligten Bahngesellschaften eingesetzt. Unabhängig von ihren Eigentumsverhältnissen waren alle Wagen des BWE in einem einheitlichen Design lackiert. Die dafür vorgesehenen Wagen (nicht jedoch die vorgespannten Lokomotiven) hatten einen weißen Anstrich mit einem dunkelblauen Streifen unterhalb der Fensterkante, in welchen die Wortmarke „Berlin-Warszawa-Express“ als Aufschrift integriert war. Diese besondere Lackierung galt als Markenzeichen des BWE.
Für den planmäßigen Verkehr werden vier Garnituren benötigt, zusätzlich existierten zwei Reservegarnituren. Zuletzt stellte die Deutsche Bahn einen Abteilwagen erster Klasse (TypAvmz 108.5) und Bistrowagen des Typs ARkimbz 266.9. Die Bistrowagen umfassten einen kleinen Großraum der ersten Klasse sowie einen Speiseraum, in dem statt der Sitzgruppen aus der Interregio-Zeit normale Stühle und Tische vorhanden waren. Die Bordbistros wurden von der polnischen Speisewagengesellschaft WARS bewirtschaftet.
Statt der Abteilwagen erster Klasse des Typs Avmz108.5 verkehrten zu Anfang DB-Abteilwagen der Gattung Avmz111.5 (Rheingold-Bauart) und danach einige Jahre Großraumwagen aus dem ehemaligen DB-Touristikzug (Typ Apmz857.5) im Erste-Klasse-Teil. Die sechs früher eingesetzten Wagen des Typs Avmz wurden aus Altersgründen durch die Großraumwagen ersetzt. Anfänglich setzte die DB sechs Speisewagen des Typs ARmz 211.1 ein. Die Wagen wurden ebenfalls aus Altersgründen von den BWE-Zügen abgezogen und gegen ehemalige IR-Bistrowagen des Typs ARkimbz 266.9 ersetzt.
Als Triebfahrzeuge kamen u. a. Lokomotiven der DB-Baureihen 180, zeitweilig auch der ČD-Reihe 371 und der Reihe 186, zum Einsatz. Wegen Problemen beim Wechsel des Stromsystems im Bahnhof Oderbrücke verkehrten auch Diesellokomotiven der Baureihen 232 und 234, die eine Lokomotive der Reihe 115 für die Stromversorgung der klimatisierten Wagen mitführten. Heute werden die Züge mit Mehrsystemlokomotiven des Typs ES64U4 und der Baureihe 193 bespannt. Die Lokwechsel an der Grenze zwischen Polen und Deutschland wurden dadurch unnötig.

## Tarif
Die Züge des Berlin-Warszawa-Express sind platzkartenpflichtig. Es galt dabei bis zum 13. Juni 2009 ein Globalpreis, der mit Einführung des Europa-Spezial Polen bei der Deutschen Bahn abgeschafft wurde. Andere europäische Bahnen inklusive der PKP tarifieren aber weiterhin nach dem alten Preissystem (Stand: 13. Juni 2009). Rabattkarten wie BahnCard bzw. RailPlus werden beim Kauf in Deutschland und an Fahrkartenschaltern in Polen anerkannt. Die Ausstellung von Online-Tickets der DB ist im grenzüberschreitenden Verkehr nach Polen möglich. Bei Ticketkauf in Polen werden für den Vor- und Nachlauf zum BWE separate Fahrscheine benötigt, wodurch das degressive Preissystem der PKP seinen Preisvorteil auf weiten Strecken nur bedingt ausspielen kann. Tickets in Polen gibt es ausschließlich an den InterCity-Ticketschaltern (orange Farbgebung), sie können bis vor Abfahrt gekauft werden. Im deutschen Binnenverkehr (Berlin Hbf–Frankfurt (Oder)) besteht keine Reservierungspflicht. Im Gegensatz zu anderen internationalen Fernzügen der DB sind Fahrkarten für die Züge des Berlin-Warszawa-Express erst 60 Tage im Voraus buchbar.

## Fahrradmitnahme
Seit dem Fahrplanwechsel am 10. Dezember 2006 können im Berlin-Warszawa-Express auch Fahrräder mitgenommen werden. Dies wurde durch die Einrichtung eines Fahrradabteils durch die PKP Intercity in einem Großraumwagen der zweiten Klasse möglich. Pro Zug stehen seither acht Fahrradstellplätze zur Verfügung. Die Fahrradmitnahme ist kostenpflichtig, der Preis für die internationale Fahrradkarte beträgt 10 Euro. Die Stellplätze müssen vorab reserviert werden, die Reservierungsgebühr ist bereits im Preis der Fahrradkarte enthalten.

## Befahrene Strecken
- Niederschlesisch-Märkische Eisenbahn
- Bahnstrecke Frankfurt (Oder)–Poznań
- Bahnstrecke Warszawa–Poznań

## Trivia
Steffen Möller verfasste das Buch Expedition zu den Polen: Eine Reise mit dem Berlin-Warszawa-Express.